# Người Komering
Người Komering (tiếng Indonesia: Orang Komering; Komering: Jolma Kumoring) là một dân tộc sống dọc theo Sông Komering ở tỉnh Nam Sumatra.
Bộ tộc Komering là một nhóm dân tộc thuộc nhóm ngôn ngữ Lampung, xuất phát từ Kepaksian Sekala Brak ở Lampung. Có khoảng 530,000 người Komering trải rộng khắp Indonesia, thường xuất hiện dọc theo sông Komering, đi qua các khu vực như; huyện East Ogan Komering Ulu, Ogan Komering Ilir, và South Ogan Komering Ulu thuộc tỉnh Nam Sumatra.

## Ngữ gốc
Nhìn chung, tên "Komering" được lấy từ một nhánh của sông Musi, tức là sông Komering, cho thấy rằng khu vực này là lãnh thổ của người Komering. Như cũng được viết bởi Zawawi Kamil (Menggali Babad & Sedjarah Lampung), nó được đề cập trong bài thơ bằng ngôn ngữ Komering Minanga;
| “ | "Adat lembaga sai ti pakaisa buasal jak Belasa Kapampang, Sajaman rik tanoh Pagaruyung pemerintah Bundo Kandung, Cakak di Gunung Pesagi rogoh di Sekala Berak, Sangon kok turun temurun jak ninik puyang paija, Cambai urai ti usung dilom adat pusako". | ” |

- Dịch sang tiếng Việt

| “ | "Những phong tục được sử dụng bởi tổ chức này bắt nguồn từ Belasa Kepampang (Branched Jackfruit), đồng thời với vương quốc Pagaruyung của chính phủ Bundo Kandung (thế kỷ 12) ở Minangkabau, đi lên núi Pesagi xuống ở Sekala Berak. Thật sự, nó đã được truyền lại từ những tổ tiên cổ xưa, cây cầu trầu được mang theo trong phong tục thừa kế, nếu bạn không tốt với các quy tắc, đó là dấu hiệu của việc không có quốc gia". | ” |

## Văn hóa

### Nhà cửa và Kiến trúc
Hầu hết người Komering sống trong những căn nhà gọi là nhà chống đỡ, những ngôi nhà này phù hợp với điều kiện địa lý nơi người Komering đang sinh sống. Thông thường, những ngôi nhà chống đỡ này được gọi là Rumah Ulu hay nhà ulu.
- Đặc điểm của ngôi nhà này là:

1. Thường những trụ nhà này khá cao, hoặc cao hơn 1 mét.

2. Có mái tam giác hoặc hình hộp cầu, đôi khi còn giống như một hình chóp.

3. Có một phòng trung tâm (kakudan và haluan), sân thượng hoặc (garang), phòng ngủ, cầu thang (ijan), và nhà bếp (pawon).

4. Khu vực dưới nhà thường được sử dụng làm kho hàng, hoặc nơi để lưu trữ củi và sản phẩm nông nghiệp, đôi khi còn xây các chuồng thú ở đây. Trong văn hóa hiện đại, điều này không còn được sử dụng nữa, người ta thường xây dưới nhà của họ thành một căn phòng mới để nhà có hai tầng.

5. Đối với những ngôi nhà ulu cổ (lambahan bahari), cửa sổ (rawang tingkap) thường được làm bằng gỗ, trong khi ngày nay thường sử dụng kính. Lý do là vì gỗ thường mục nát và có thể bị mối ăn, trong khi sử dụng kính là cách kinh tế và dễ kiếm ở các cửa hàng kính chuyên nghiệp.

6. Thường có một nơi đặc biệt ở góc nhà nơi sàn thường không được làm bằng tấm ván mà được làm bằng dải tre, đây là nơi tắm xác theo cách Hồi giáo. Bởi vì trong quá khứ không có công cụ tắm xác đặc biệt, và không thể nâng hạ xác để chỉ để tắm.

7. Những ngôi nhà ulu cổ thường có kích thước khá lớn, bởi vì nhà này có nhiều chức năng, như các lễ cưới, các buổi tiệc truyền thống và các cuộc họp được tổ chức trong phòng trung tâm (kakudan và haluan).

### Ẩm thực và Đặc sản
1. Một món ăn đặc trưng của người Komering là Sambal Jok-jok, một loại tương ớt được làm từ t
ương ớt nước mắm, ớt, đường, muối, cây me và nước cam. Tương ớt này thường ăn kèm với cá nướng, rau sống và cơm ấm.

2. Kasuran, Kasuran là một loại lontong chỉ được cuộn như một chiếc nệm. Kasuran thường được ăn vào dịp lễ Eid al-Fitr và Eid al-Adha.

## Ngôn ngữ
Người Komering thường sử dụng ngôn ngữ Komering làm phương tiện giao tiếp trong gia đình, tại trường giáo viên cũng thường dạy bằng ngôn ngữ này, mặc dù Komering không phải là ngôn ngữ chính thức ở trường. Còn khi gặp người ngoài khu vực hoặc khi rời khỏi khu vực, họ sử dụng tiếng Malay Palembang, tiếng Malay Palembang là ngôn ngữ thông dụng ở tỉnh Nam Sumatra. và cũng có những người sử dụng Tiếng Indonesia, thường là những người Komering đã sống ở các thành phố lớn trong thời gian dài.

## Tôn giáo
Tôn giáo của người Komering là Hồi giáo. Trước khi Hồi giáo đến, tôn giáo của họ bao gồm Tín ngưỡng Tâm linh, Phật giáo và Đạo Hindu. Hồi giáo được truyền bá bởi những người nhập cư từ Java, và trở nên ngày càng phổ biến dưới thời kỳ của Đế quốc Palembang Darussalam. Trong khi các tôn giáo khác như Kitô giáo cũng được theo đuổi, những tín đồ Kitô giáo Komering chỉ chiếm một phần nhỏ dân số.